# Filippo Gherardesca
Filippo Gherardesca o Gherardeschi (Pistoia, 11 d'octubre, 1738 - Pisa, 18 de juny, 1808) va ser un compositor italià.

## Biografia
Provinent d'una família de músics, Gherardesca va estudiar música des de 1756 a 1761 a Bolonya sota la tutela del Pare Martini. El 1761 es va convertir en membre de l'Acadèmia Filharmònica de Bolonya. El 1763 va ser nomenat mestre de capella a Volterra i poc després va accedir a organista a la catedral de Pisa. El 1770 va ser director de la capella de la catedral de Pistoia, però només per un període limitat, en sortir del lloc en favor del seu germà Domenico.
El 1783 va ser nomenat mestre de concerts i professor de música a la cort del Gran Duc de la Toscana Leopold II. Finalment, el 1785 va exercir com a mestre de cor a l'església de Santo Stefano a Pisa.
De la seva família es recorda, en particular, el seu nebot Giuseppe Gherardeschi, organista i mestre de cor de la catedral de Pistoia.

## Estil
Un gran admirador de Johann Sebastian Bach, componia sobretot música sacra, però sense imitar bé el vell estil del seu mestre o de l'escola de Bolonya. Va escriure com a mínim 26 misses, himnes, salms i altres obres sagrades. El 1803, en memòria de la mort del primer governant del Regne d'Etrúria, Lluís I de Borbó, va compondre una Gran Missa de Rèquiem.
Pel que fa, però, a l'àmbit operístic, Gherardesca va compondre set òperes, representades sobretot a la Toscana. El 1767 va col·laborar amb Florian Leopold Gassmann en la redacció de l'òpera La contessina (l'òpera més coneguda del compositor alemany), en la qual va col·locar alguna de les seves àries.

## Òperes
- L'amore artigiano (llibret de Carlo Goldoni, 1763, Lucca)
- Il curioso indiscreto (llibret de Giuseppe Petrosellini, 1764, Pisa)
- I visionari (llibret de Giovanni Bertati, 1765, Pisa)
- La contessina (llibret de Marco Coltellini, scritto in collaborazione con Florian Leopold Gassmann, 1767, Venècia)
- L'astuzia felice (dramma giocoso, llibret de Carlo Goldoni, 1767, Venècia)
- I due gobbi (1769, Pisa)
- La notte critica (dramma giocoso, llibret de Carlo Goldoni, 1769, Pisa)